# Aslı İskit
Aslı İskit (Urla, İzmir, 7 de desembre de 1993) és una jugadora d'handbol turca. El 2015 va fer 22 gols en dos partits (11 en cada un) de la Copa "Challenge" de la FEH, jugant en l'equip Ardeşen GSK d'Ardeşen. Es troba entre les jugadores més golejadores del torneig. Actualment juga en l'equip Muratpaşa Belediyespor d'Antalya.